# Лихуша, Лидия Фёдоровна
Лидия Фёдоровна Лихуша (2 января 1937, Рязанская область, РСФСР — 2013, Житомирская область, Украина) — советский хозяйственный, государственный и политический деятель, Герой Социалистического Труда.

## Биография
Родилась в 1937 году на территории современной Рязанской области. Член КПСС.
С 1955 года — на хозяйственной, общественной и политической работе. В 1955—1992 гг. — работница животноводческой фермы, доярка в Рязанской области, доярка совхоза «Карповцы» Бердичевского района Житомирской области Украинской ССР.
Указом Президиума Верховного Совета СССР от 22 марта 1966 года за достигнутые успехи в развитии животноводства, увеличении производства и заготовок мяса, молока, яиц, шерсти и другой продукции присвоено звание Героя Социалистического Труда с вручением ордена Ленина и золотой медали «Серп и Молот».
Делегат XXIV, XXV и XXVI съездов КПСС.
Умерла в селе Карповцы Бердичевского района в 2013 году.